# 辅州
辅州，南北朝时西魏设立的州。
南朝梁置北应州西义阳郡，后被西魏占领。西魏废帝二年（554年）正月，改北应州为辅州，治所在淮阳郡（今河南省桐柏县境）。北周时，辅州、淮阳郡被废除。